# Sinojohnstonia moupinensis
Sinojohnstonia moupinensis är en strävbladig växtart som först beskrevs av Franchet, och fick sitt nu gällande namn av Wen Tsai Wang. Sinojohnstonia moupinensis ingår i släktet Sinojohnstonia och familjen strävbladiga växter. Inga underarter finns listade i Catalogue of Life.